# QQ Sweeper
QQ Sweeper (jap. QQ スイーパー Kyūkyū Suīpā) – shōjo-manga napisana i zilustrowana przez Kyōsuke Motomi. Obecnie powstaje sequel mangi, zatytułowany Queen's Quality (jap. クイーンズ・クオリティ Kuīnzu kuoriti).
W Polsce manga została wydana nakładem wydawnictwa Waneko.

## Bohaterowie
- Kyūtarō Horikita (jap. 堀北玖太郎 Horikita Kyūtarō) – sweeper, czyli ktoś kto przegania złe duchy, zrodzone w ludzkich umysłach.
- Fumi Nishioka (jap. 西岡 文 Nishioka Fumi) – bezdomna dziewczyna, która zostaje asystentką Kyūtarō.

## Manga
Manga autorstwa Kyōsuke Motomi pojawiała się w magazynie Betsucomi należącym do wydawnictwa Shōgakukan od 13 marca 2014 do 13 maja 2015 roku. Obecnie powstaje sequel mangi pod tytułem Queen's Quality (jap. クイーンズ・クオリティ), który zadebiutował w tym samym magazynie w dniu 13 lipca 2015 roku. W Polsce manga ta jest wydawana przez wydawnictwo Waneko.
| Nr | Język japoński   | Język japoński         | Język polski    | Język polski           |
| Nr | Data wydania     | ISBN                   | Data wydania    | ISBN                   |
| -- | ---------------- | ---------------------- | --------------- | ---------------------- |
| 1  | 26 września 2014 | ISBN 978-40-91363-16-9 | 8 kwietnia 2016 | ISBN 978-83-80960-52-7 |
| 2  | 26 lutego 2015   | ISBN 978-40-91368-19-5 | 6 czerwca 2016  | ISBN 978-83-8096-052-7 |
| 3  | 24 lipca 2015    | ISBN 978-40-91376-28-2 | 5 sierpnia 2016 | ISBN 978-83-8096-054-1 |

### Queen's Quality
| Nr | Data wydania (język japoński) | ISBN (język japoński)  |
| -- | ----------------------------- | ---------------------- |
| 1  | 26 stycznia 2016              | ISBN 978-40-91382-80-1 |
| 2  | 24 czerwca 2016               | ISBN 978-40-91383-78-5 |
| 3  | 25 listopada 2016             | ISBN 978-40-91386-97-7 |
| 4  | 24 marca 2017                 | ISBN 978-40-91391-69-8 |
| 5  | 26 października 2017          | ISBN 978-40-91397-16-4 |
| 6  | 26 marca 2018                 | ISBN 978-40-91398-50-5 |
| 7  | 24 sierpnia 2018              | ISBN 978-4-09-870138-4 |
| 8  | 26 lutego 2019                | ISBN 978-4-09-870336-4 |
| 9  | 26 czerwca 2019               | ISBN 978-4-09-870448-4 |
| 10 | 25 października 2019          | ISBN 978-4-09-870632-7 |
| 11 | 26 lutego 2020                | ISBN 978-4-09-870754-6 |
| 12 | 26 sierpnia 2020              | ISBN 978-4-09-871061-4 |
| 13 | 25 grudnia 2020               | ISBN 978-4-09-871158-1 |
| 14 | 26 kwietnia 2021              | ISBN 978-4-09-871302-8 |
| 15 | 24 września 2021              | ISBN 978-4-09-871395-0 |
| 16 | 24 grudnia 2021               | ISBN 978-4-09-871552-7 |